# 的場直樹
的場 直樹（まとば なおき、1977年5月9日 - ）は、大阪府大阪市住吉区出身の元プロ野球選手（捕手、右投右打）、プロ野球コーチ。

## 経歴

### プロ入り前
中学3年時にはボーイズリーグ・ジュニアホークスで全国優勝。上宮高では大場豊千（巨人）とのバッテリーで三木肇（ヤクルト）も同期。明治大学時代は3年春に小笠原孝（中日）と組んで優勝を経験。4年時は主将を務めながら同期の木塚敦志とバッテリーを組み、アマチュアNo.1捕手と評価された。東京六大学リーグは通算60試合出場、205打数50安打、打率.244、本塁打3、打点18で、ベストナインを2回受賞している。
1999年のドラフト会議において、福岡ダイエーホークスから3巡目で指名を受け、入団。また、2000年のシドニーオリンピックのアジア最終予選に日本代表の一員として出場した。

### ダイエー・ソフトバンク時代

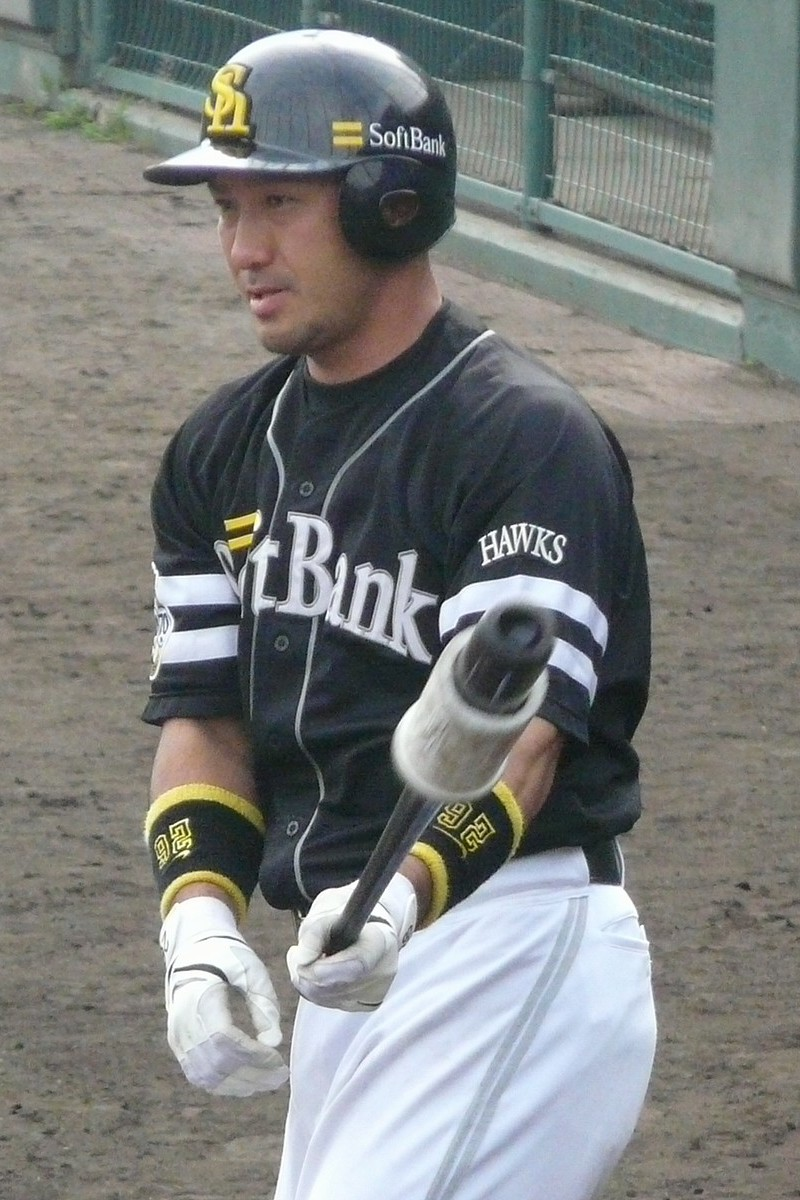
ソフトバンク時代

2000年には正捕手の城島健司が負傷したため、34試合に出場した。
2004年に開催されたアテネオリンピックで、野球日本代表に城島が選出されると、田口昌徳と共にその穴を埋めた。2005年には城島がケガで離脱した際にも大半の試合でスターティングメンバーを任され、4年ぶりに本塁打も2本打った。その年出場したプレーオフにおいても、城島が公式戦終盤に骨折欠場したため、正捕手を任された。
2006年に城島がシアトル・マリナーズへ移籍したことからチームの新正捕手争いが激化した。的場は経験・安定感に勝ることから最有力候補と目されており、開幕先発出場を勝ち取るなどシーズン序盤は常時先発出場をしていたが、自身の打撃難と山崎勝己の台頭によって、中盤以降は斉藤和巳専属捕手の形になった。プレーオフでは対戦相手の北海道日本ハムファイターズに優勝を決められた時に悔しさのあまりに号泣した。
2007年も引き続き、主に斉藤が先発する試合でマスクを被ったが、その斉藤本人が故障がちだったことや打力に秀でる田上秀則の台頭によって、前年よりもさらに出場機会が減少した。2008年は斉藤のケガが悪化したことでシーズンを棒に振ったことや、的山哲也の加入、さらに髙谷裕亮が起用されたことからほとんど出番がなく、先発出場は2試合のみ、トータルでも8試合出場に留まった。
2009年は一軍出場すら無い状態で、二軍でも38試合の出場に留まる。同年10月3日にソフトバンクから戦力外通告を受けた。その後行われた12球団合同トライアウトを受験し、千葉ロッテマリーンズの秋季練習でテストを受け、同年11月20日にロッテへの入団が発表された。なお、戦力外通告を受け、トライアウトを経てロッテの入団テストに合格するまでの顛末は、『プロ野球戦力外通告・クビを宣告された男達2009』（TBSテレビ）で紹介された。

### ロッテ時代
2010年は正捕手の里崎智也が離脱したこともあり、リードや守備での実力が認められ、一軍での出場機会を前シーズンから大幅に増やし「新たなるリストラの星」（「リストラの星」はソフトバンク時代の先輩・宮地克彦の代名詞だった）として注目された。この模様は『バース・デイ』（2010年5月1日）で「第2の野球人生 家族のために」として放送された。9月25日のオリックス・バファローズ戦ではプロ入り後初めて猛打賞を達成し、自己最多となるシーズン30安打を記録した。クライマックスシリーズでは里崎と併用で先発マスクを被り、リーグ優勝したソフトバンクを相手に「下剋上」を果たす。

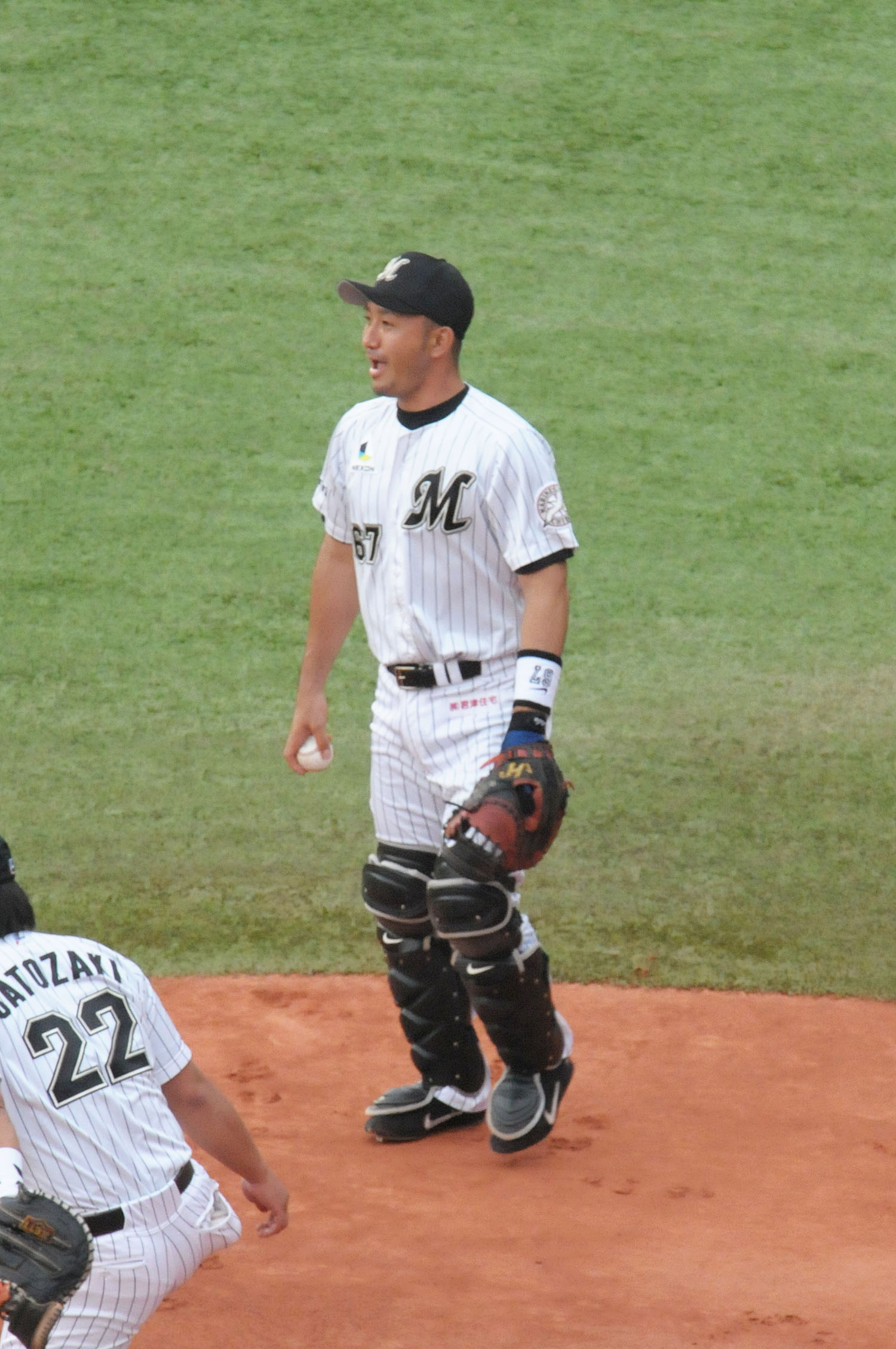
ロッテ時代
（2011年8月6日 QVCマリンフィールド）

しかし2011年は27試合の出場に留まり、2012年は一軍出場が無く、同年10月7日付で戦力外通告を受け、現役を引退した。

### 現役引退後
2013年は、古巣のソフトバンクに3年ぶりに復帰し、1年間スコアラーを務めた。
10月26日、2014年から、北海道日本ハムファイターズの二軍バッテリーコーチを務めることが発表された。その後、2017年まで同職を務め、同年限りで退団した
10月19日、2018年より、ロッテの一軍戦略コーチ兼バッテリーコーチを務めることが発表された。チームには一軍ヘッド兼内野守備走塁コーチの鳥越裕介がいるが、攻撃時は一塁ベースコーチを担当するため、的場はベンチで作戦面を担当する（なお鳥越はシーズン途中よりヘッドコーチ専任となった）。2019年からは、バッテリーコーチは「補佐」となった。2022年まで同コーチを務め、同年で井口資仁監督らと共に退任した。

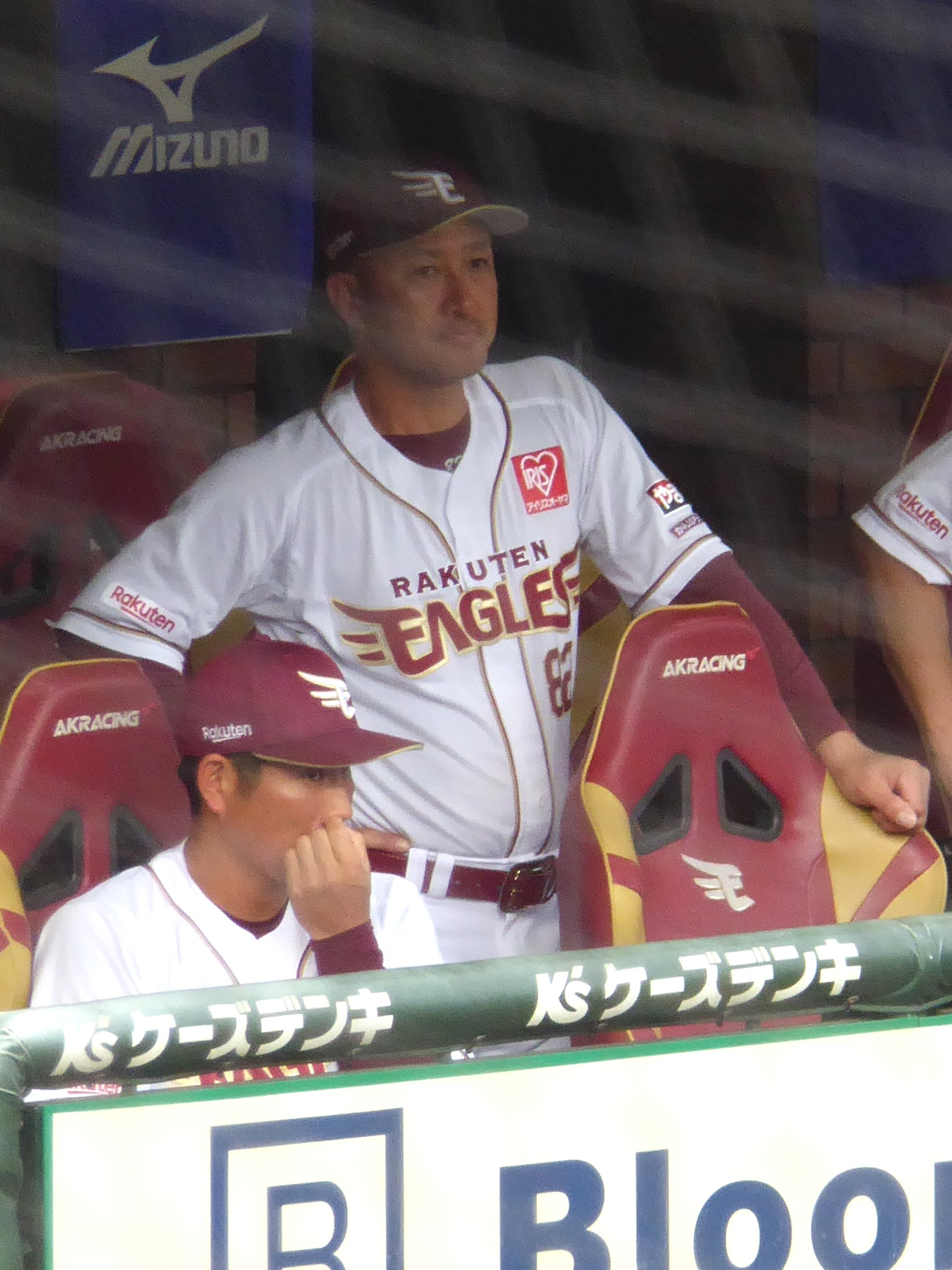
楽天一軍バッテリーコーチ時代
（2024年5月 楽天モバイルパーク宮城）

その後同年10月14日、2023年より、東北楽天ゴールデンイーグルスの一軍バッテリーコーチを務めることが発表された。2024年に本人の申し出により退団。
2025年より、北海道日本ハムファイターズのファームバッテリーコーチに就任。背番号は71。

## プレースタイル・人物
現役時代は遠投115メートルの強肩が売りで、キャッチングに定評があった。
ソフトバンク時代は同学年の斉藤和巳からの信頼が厚く、斉藤の専属捕手を務めた。
愛称は「マットン」。
明るい性格であり、ムードメーカーとしても活躍。ロッテ時代はそのキャラクターから「幕張のくまだまさし」と呼ばれた。
福岡ソフトバンクホークス所属時の2005年のパシフィック・リーグプレーオフ第2ステージで千葉ロッテマリーンズに敗退後、ベンチで人目もはばからず号泣したが、その際、骨折で出場出来なかった城島健司が松葉杖を突きながら的場のもとへ歩み寄り、「この悔しさを心に留めておけよ」と語りかけられた。
ロッテ時代の登場曲は、AKB48の曲を使用していた。これは的場自身の選曲ではなく、元々の登場曲をチームメイトの福浦和也のいたずらで変えられたためである。また、その影響から的場の応援歌も同グループの「みなさんもご一緒に」の替え歌が使用されるようになった。移籍後初のお立ち台では「AKB48ファンクラブ、会員番号67番の的場直樹です！」と名乗り、スタンドの笑いを誘った。
実家は浄土真宗（真宗大谷派）の古刹・西光寺（大阪市住吉区）で、長男として生まれた。姉が1人いる。

## 詳細情報

### 年度別打撃成績
| 年 度     | 球 団                 | 試 合 | 打 席 | 打 数 | 得 点 | 安 打 | 二 塁 打 | 三 塁 打 | 本 塁 打 | 塁 打 | 打 点 | 盗 塁 | 盗 塁 死 | 犠 打 | 犠 飛 | 四 球 | 敬 遠 | 死 球 | 三 振 | 併 殺 打 | 打 率 | 出 塁 率 | 長 打 率 | O P S |
| --------- | --------------------- | ----- | ----- | ----- | ----- | ----- | -------- | -------- | -------- | ----- | ----- | ----- | -------- | ----- | ----- | ----- | ----- | ----- | ----- | -------- | ----- | -------- | -------- | ----- |
| 2000      | ダイエー ソフトバンク | 34    | 60    | 53    | 6     | 8     | 1        | 0        | 2        | 15    | 2     | 0     | 1        | 1     | 0     | 6     | 0     | 0     | 8     | 1        | .151  | .237     | .283     | .520  |
| 2003      | ダイエー ソフトバンク | 1     | 1     | 1     | 0     | 0     | 0        | 0        | 0        | 0     | 0     | 0     | 0        | 0     | 0     | 0     | 0     | 0     | 1     | 0        | .000  | .000     | .000     | .000  |
| 2004      | ダイエー ソフトバンク | 13    | 16    | 15    | 0     | 1     | 0        | 0        | 0        | 1     | 1     | 0     | 0        | 0     | 0     | 1     | 0     | 0     | 7     | 0        | .067  | .125     | .067     | .192  |
| 2005      | ダイエー ソフトバンク | 39    | 94    | 86    | 7     | 16    | 8        | 0        | 2        | 30    | 8     | 0     | 1        | 4     | 0     | 4     | 0     | 0     | 21    | 2        | .186  | .222     | .349     | .571  |
| 2006      | ダイエー ソフトバンク | 82    | 157   | 137   | 12    | 20    | 6        | 0        | 0        | 26    | 8     | 0     | 0        | 10    | 1     | 7     | 1     | 2     | 42    | 3        | .146  | .197     | .190     | .387  |
| 2007      | ダイエー ソフトバンク | 35    | 50    | 42    | 4     | 7     | 3        | 0        | 0        | 10    | 1     | 0     | 0        | 4     | 0     | 3     | 0     | 1     | 12    | 0        | .167  | .239     | .238     | .477  |
| 2008      | ダイエー ソフトバンク | 8     | 6     | 6     | 0     | 1     | 0        | 0        | 0        | 1     | 0     | 0     | 0        | 0     | 0     | 0     | 0     | 0     | 2     | 0        | .167  | .167     | .167     | .333  |
| 2010      | ロッテ                | 74    | 209   | 188   | 14    | 30    | 5        | 1        | 1        | 40    | 19    | 0     | 0        | 6     | 2     | 13    | 0     | 0     | 61    | 6        | .160  | .212     | .213     | .424  |
| 2011      | ロッテ                | 27    | 74    | 70    | 2     | 13    | 1        | 0        | 0        | 14    | 3     | 0     | 0        | 2     | 0     | 1     | 0     | 1     | 24    | 1        | .186  | .208     | .200     | .408  |
| 通算：9年 | 通算：9年             | 313   | 667   | 598   | 45    | 96    | 24       | 1        | 5        | 137   | 42    | 0     | 2        | 27    | 3     | 35    | 1     | 4     | 178   | 13       | .161  | .211     | .229     | .440  |

- ダイエー（福岡ダイエーホークス）は、2005年にソフトバンク（福岡ソフトバンクホークス）に球団名を変更

### 年度別守備成績
| 年 度 | 球 団                 | 捕手  | 捕手  | 捕手  | 捕手  | 捕手  | 捕手     | 捕手  | 捕手     | 捕手     | 捕手     | 捕手     |
| 年 度 | 球 団                 | 試 合 | 刺 殺 | 補 殺 | 失 策 | 併 殺 | 守 備 率 | 捕 逸 | 企 図 数 | 許 盗 塁 | 盗 塁 刺 | 阻 止 率 |
| ----- | --------------------- | ----- | ----- | ----- | ----- | ----- | -------- | ----- | -------- | -------- | -------- | -------- |
| 2000  | ダイエー ソフトバンク | 32    | 115   | 12    | 0     | 1     | 4        | 1.000 | 23       | 16       | 7        | .304     |
| 2004  | ダイエー ソフトバンク | 12    | 34    | 1     | 1     | 0     | 1        | .972  | 4        | 4        | 0        | .000     |
| 2005  | ダイエー ソフトバンク | 37    | 242   | 13    | 4     | 4     | 0        | .985  | 18       | 14       | 4        | .222     |
| 2006  | ダイエー ソフトバンク | 82    | 434   | 32    | 4     | 7     | 2        | .991  | 39       | 28       | 11       | .282     |
| 2007  | ダイエー ソフトバンク | 33    | 135   | 7     | 2     | 0     | 1        | .986  | 17       | 14       | 3        | .176     |
| 2008  | ダイエー ソフトバンク | 7     | 21    | 0     | 0     | 0     | 0        | 1.000 | 4        | 4        | 0        | .000     |
| 2010  | ロッテ                | 73    | 417   | 28    | 3     | 4     | 3        | .993  | 48       | 42       | 6        | .125     |
| 2011  | ロッテ                | 27    | 142   | 16    | 4     | 0     | 1        | .975  | 35       | 29       | 6        | .171     |
| 通算  | 通算                  | 303   | 1550  | 109   | 18    | 16    | 12       | .989  | 188      | 151      | 37       | .197     |

### 表彰
- 最優秀バッテリー賞：1回（2006年 投手：斉藤和巳）

### 記録
初記録
- 初出場・初打席：2000年4月30日、対日本ハムファイターズ6回戦（東京ドーム）、5回表に坊西浩嗣の代打で出場、金村曉から投手ゴロ併殺打
- 初安打：同上、7回表に金村曉から右前安打
- 初先発出場：2000年6月2日、対千葉ロッテマリーンズ8回戦（福岡ドーム）、「8番・捕手」で先発出場
- 初本塁打・初打点：2000年6月23日、対千葉ロッテマリーンズ11回戦（福岡ドーム）、8回裏に川俣浩明から左越ソロ

### 背番号
- 26（2000年 - 2009年）
- 67（2010年 - 2012年）
- 82（2014年 - 2017年、2023年 - 2024年）
- 72（2018年 - 2022年）
- 71（2025年[14] - ）

### 登場曲
- DJ OZMA「Mr.DJ」（2010年）
- AKB48[20]
  - 「フライングゲット」（1打席目）
  - 「Everyday、カチューシャ」（2打席目）
  - 「ヘビーローテーション」（3打席目）
    - 4打席目以降は1 - 3打席の繰り返し

### 応援歌
- みなさんもご一緒に（原曲）

## 関連情報

### CM
- ソフトバンクモバイル・911SH・911T（2007年3月17日 - 放映時期不明、斉藤和巳・川﨑宗則と共演）